# Bezárva (film, 2022)
A Bezárva (eredeti cím: Shut In) 2022-es amerikai thriller D. J. Caruso rendezésében. A forgatókönyvet Melanie Toast írta, a főszerepben pedig Rainey Qualley, Jake Horowitz, Luciana VanDette és Vincent Gallo látható. A film a The Daily Wire első eredeti filmje, és a harmadik, amely a streaming platformjukon (jelenleg DailyWire+) jelent meg.
A The Daily Wire 2022. február 10-én este 9 órakor különleges bemutatót szervezett a filmhez a cég YouTube-csatornáján. A premier után a filmet kizárólag a Daily Wire tagjai számára tették elérhetővé a honlapjukon.

## Cselekmény
A korábban drogfüggő Jessica új életet akar kezdeni két gyerekével, ezért pakol ki a régi házából is, mert el akarja adni, amikor véletlenül bezárja magát a kamrába. Váratlanul feltűnik viszont Rob, a korábbi erőszakos párja és annak haverja, a pedofil hajlamú Sammy, akik kiszabadítják. Jessica és Rob között nemsokára vita tör ki, ami miatt visszazárják a kamrába. A nő különböző módokon igyekszik kijutni, mert a gyerekei védtelenek, ráadásul Sammy is visszaoldalog a házba…

## Szereplők
- Rainey Qualley: Jessica Nash
- Jake Horowitz: Rob
- Luciana VanDette: Lainey Nash
- Vincent Gallo: Sammy
- Aidan Steimer: Mason Nash

## A film készítése
Dallas Sonnier és Amanda Presmyk producerek 2018-ban szerezték meg a film forgatókönyvét Melanie Toast forgatókönyvírótól. Toast forgatókönyve felkerült a 2019-es Fekete Listára.  A filmet eredetileg a New Line Cinema gyártotta volna, és Jason Bateman lett volna a rendező. Egy ideig tartó leállás után a film szerzői joga lejárt, Sonnier pedig úgy döntött, hogy a The Daily Wire-nek adja át a filmet.
A The Daily Wire 2021. december 1-jén jelentette be, hogy Vincent Gallo szerepelni fog a filmben. Gallónak ez az első nagyjátékfilmes szerepe 2013 óta. Legutóbb Harold Marcust alakította a Human Trust című filmben.